# برايان روجرز
برايان روجرز (بالإنجليزية: Brian Rogers)‏ هو لاعب كرة قاعدة أمريكي، ولد في 17 يوليو 1982 في دالاس في الولايات المتحدة.

## وصلات خارجية
- برايان روجرز على موقع دوري كرة القاعدة الرئيسي (الإنجليزية)
- برايان روجرز على موقعبيزبول رفرنس.كوم (الدوري الرئيسي) (الإنجليزية)
- برايان روجرز على موقعبيزبول رفرنس.كوم (الدوري الثانوي) (الإنجليزية)
- برايان روجرز على موقع إي إس بي إن.كوم (أم.أل.بي) (الإنجليزية)